# Рудой Валерій Ісайович
Валерій Ісайович Рудой (6 лютого 1940, Черкаси — 31 серпня 2009, Санкт-Петербург) — радянський і російський сходознавець, буддолог, співробітник Інституту східних рукописів РАН, доктор філософських наук.

## Біографія
В 1962 році закінчив Східний факультет ЛДУ по кафедрі історії країн Далекого Сходу.
З 1962 по 1968 рік пройшов курс післядипломної освіти на базі ЛДУ.
З 1968 року співробітник Ленінградського відділення Інституту сходознавства.
З 1992 року очолював Буддологічну групу у складі Санкт-Петербурзького філіалу Інституту сходознавства РАН.

## Наукові пріоритети
Санскритологія і новоіндійські мови (гінді, урду), санскритська філософська література, буддійська філософія.

## Публікації

### Дисертації
- Некоторые вопросы структуры и терминологии Абхидхармы: (Исследование, перевод, тексты и санскритско-тибетско-китайские терминологические соответствия). Автореф.дисс. … к.и.н. Л., ИВ. 1980.
- Классическая буддийская религиозно-философская мысль (методология историко-философского исследования). Дисс. … д.филос.н. Л., ЛГУ. 1990.

### Переклади
- Васубандху. Абхидхармакоша (Энциклопедия Абхидхармы). Раздел первый. Анализ по классам элементов / Пер. с санскрита, введ., коммент., историко-философское исслед. В.И.Рудого. М.: «Наука», ГРВЛ. 1990. 318 с. (Памятники письменности Востока. LXXXVI. Bibliotheca Buddhica. XXXV).
- Классическая йога («Йога-сутры» Патанджали и «Вьяса-бхашья») / Перевод с санскрита, введение, комментарий и реконструкция системы Е.П.Островской и В.И.Рудого. М.: «Наука», ГРВЛ, 1992. (Памятники письменности Востока, CIX)
- Буддизм в переводах. Выпуск 2 / Переводы Е.А.Торчинова, М.Е.Ермакова, В.И.Рудого, Е.П.Островской, Е.А.Островской-младшей, Т.В.Ермаковой, О.С.Сорокиной, К.Ю.Солонина, А.М.Кабанова, А.С.Мартынова, И.С.Гуревич, К.В.Алексеева, В.Л.Успенского, В.Ю.Климова, Е.А.Западовой. Редактор-составитель Е.А.Торчинов. СПб.: «Андреев и сыновья», 1993. В сб.: перевод В. Рудого "Космологии" Васубандху и его же статья: В.И. Рудой. "Истоки идеологии индо-буддийской традиции".
- Абхидхармакоша (Энциклопедия Абхидхармы). Раздел третий: Учение о мире / Перевод с санскрита, введение, комментарий и историк-философское исследование Е.П.Островской и В.И.Рудого. СПб.: «Андреев и сыновья», 1994.
- Васубандху. Энциклопедия абхидхармы, или Абхидхармакоша. Раздел I. Дхатунирдеша, или учение о классах элементов. Раздел II. Индриянирдеша, или учение о факторах доминирования в психике / Перевод с санскрита, введение, комментарий и реконструкция системы Е.П.Островской и В.И.Рудого. М.: Научно-издательский центр «Ладомир», 1998. 670 с.
- Васубандху. Энциклопедия Абхидхармы, или Абхидхармакоша. Раздел III. Лока-нирдеша, или Учение о мире. Раздел IV. Карма-нирдеша, или Учение о карме / Издание подготовили В.И.Рудой, Е.П.Островская. М.: «Ладомир», 2001.
- Васубандху. Энциклопедия буддийской канонической философии (Абхидхармакоша) / Составление, перевод, комментарии, исследование Е.П.Островской, В.И.Рудого. СПб.: Изд-во Санкт-Петербургского университета, 2006. 523 с.
- Йога / Пер. с санскрита В.И.Рудого, Е.П.Островской. СПб.: «Азбука-классика», 2002. 576 с.

### Книги і статті
- Рудой В. И., Островская Е. П. О специфике историко-философского подхода к изучению индийских классических религиозно-философских систем // Методологические проблемы изучения истории философии зарубежного Востока. — М.: «Наука» ГРВЛ, 1987. — С. 74—93.
- Буддийский взгляд на мир / Редакторы-составители В. И. Рудой, Е. П. Островская. Коллектив авторов: М. Е. Ермаков, Т. В. Ермакова, М. Е. Кравцова, Е. П. Островская, А. Б. Островский, В. И. Рудой, Е. А. Торчинов. — СПб.: Андреев и сыновья, 1994.
- Рудой В. И., Островская Е. П. и др. Основы буддийского мировоззрения: Индия, Китай: учеб. пособие для гуманит. вузов. — М.: Наука, 1994. — 239 с.
- Введение в буддизм / Редактор-составитель В. И. Рудой. Авторский коллектив: В. И. Рудой, Е. П. Островская, А. Б. Островский, Т. В. Ермакова, Е. А. Островская, П. Д. Ленков. — СПб.: Издательство «Лань», 1999. — 384 с. (Серия «Мир культуры, истории и философии»).
- Ермакова Т. В., Островская Е. П., Рудой В. И. Классическая буддийская философия. — СПб.: «Лань», 1999. — 544 с.
- Категории буддийской культуры / Редактор-составитель Е. П. Островская. Авторы разделов В. И. Рудой, М. Е. Ермаков, Т. В. Ермакова, Е. П. Островская, Е. А. Островская. — СПб.: Петербургское Востоковедение, 2000. — 320 с. — (Серия «Orientala»).
- Рудой В. И., Островская-младшая Е. А. Учение об историческом времени и обществе в индийской классической философии: Учебное пособие / Ответственный редактор Н. С. Кирабаев. — М.: Изд-во РУДН, 2002. 64 с.
- Островская Е. П., Рудой В. И. Классические буддийские практики: Вступление в Нирвану. — СПб.: Азбука-классика; Петербургское Востоковедение, 2006. — 320 с. — («Мир Востока»).

### Редактура
- Санскрит / Репринтное издание учебников: «Руководство к изучению санскрита, составленное проф. московского университета В. О. Миллером, проф. киевского университета О. И. Кнауэром». — СПб., 1891; Г. Бюлер. «Руководство к элементарному курсу санскритского языка». Перевод под редакцией профессора Ф. И. Щербатского. Стокгольм, 1923 / Вступительная статья Е. П. Островской и В. И. Рудого. — СПб.: Лань, 1999. — 480 с. — (Серия «Мир культуры, истории и философии»).
- Аннамбхатта. Тарка-санграха (Свод умозрений). Тарка-дипика (Разъяснение к Своду умозрений) / Пер. с санскрита, введение, комментарий и историко-философское исследование Е. П. Островской. Отв. ред. Т. Е. Катенина, В. И. Рудой. — М.: Наука, ГРВЛ, 1989. — 238 с.